# Silvio Martinello
Silvio Martinello (Padua, 19 de enero de 1963) es un deportista italiano que compitió en ciclismo en las modalidades de pista, especialista en las pruebas de puntuación y madison, y ruta.
Participó en tres Juegos Olímpicos de Verano, entre los años 1984 y 2000, obteniendo en total dos medallas, oro en Atlanta 1996 en la prueba de puntuación y bronce en Sídney 2000 en la prueba de madison (junto con Marco Villa).
Ganó nueve medallas en el Campeonato Mundial de Ciclismo en Pista entre los años 1985 y 1998, y una medalla de plata en el Campeonato Europeo de Madison de 2001.
En carretera sus mayores éxitos son la victoria en dos etapas del Giro de Italia (en 1991 y 1996) y una victorias de etapa en la Vuelta a España 1990.

## Medallero internacional
| Juegos Olímpicos   | Juegos Olímpicos         | Juegos Olímpicos  | Juegos Olímpicos            |
| Año                | Lugar                    | Medalla           | Competición                 |
| ------------------ | ------------------------ | ----------------- | --------------------------- |
| 1996               | Atlanta (Estados Unidos) | Medalla de oro    | Puntuación                  |
| 2000               | Sídney (Australia)       | Medalla de bronce | Madison                     |
| Campeonato Mundial |                          |                   |                             |
| Año                | Lugar                    | Medalla           | Competición                 |
| 1985               | Bassano (Italia)         | Medalla de oro    | Persecución por equipos (A) |
| 1995               | Bogotá (Colombia)        | Medalla de oro    | Puntuación                  |
| 1995               | Bogotá (Colombia)        | Medalla de oro    | Madison                     |
| 1996               | Mánchester (Reino Unido) | Medalla de oro    | Madison                     |
| 1996               | Mánchester (Reino Unido) | Medalla de bronce | Puntuación                  |
| 1997               | Perth (Australia)        | Medalla de oro    | Puntuación                  |
| 1997               | Perth (Australia)        | Medalla de plata  | Madison                     |
| 1998               | Burdeos (Francia)        | Medalla de plata  | Madison                     |
| 1998               | Burdeos (Francia)        | Medalla de bronce | Puntuación                  |
| Campeonato Europeo |                          |                   |                             |
| Año                | Lugar                    | Medalla           | Competición                 |
| 2000               | Gante (Bélgica)          | Medalla de plata  | Madison                     |

1. ↑  Campeonato Europeo realizado sólo para la disciplina de madison.

## Palmarés
| 1983 - La Popolarissima - Giro del Belvedere 1985 Campeón olímpico de persecución por equipos (con Roberto Amadio, Gianpaolo Grisondi y Massimo Brunelli) 1990 1º en los Seis días de Bassano del Grappa (con Volker Diehl) 1 etapa en la Vuelta a España. 1991 1 etapa en el Giro de Italia. 1 etapa en la Tirreno-Adriático. 1 etapa en el Giro del Trentino. Milán-Vignola 1992 1 etapa en los Tres días de La Panne. 1994 Clasificación por puntos en la Vuelta a los Valles Mineros. 1995 Campeón mundial en madison con Marco Villa). Campeón mundial de puntuación 1º en los Seis días de Grenoble (con Marco Villa) 1996 1 etapa en el Giro de Italia. Campeón olímpico de puntuación. Campeón mundial en madison con Marco Villa). 1º en los Seis días de Burdeos (con Marco Villa) 1º en los Seis días de Milán (con Marco Villa) 1º en los Seis días de Bremen (con Marco Villa) 1º en los Seis días de Bassano del Grappa (con Marco Villa) 1º en los Seis días de Herning (con Bjarne Riis) 1997 - Giro di Puglia y 1 etapa. 1 etapa en la Semana Catalana. 1 etapa en la Vuelta a Galicia. Campeón mundial de puntuación 1º en los Seis días de Zúrich (con Marco Villa) 1º en los Seis días de Burdeos (con Marco Villa) 1º en los Seis días de Medellín (con Marco Villa) 1º en los Seis días de Milán (con Marco Villa) | 1998 - 1 etapa en los Cuatro días de Dunkerque. 1º en los Seis días de Dortmund (con Rolf Aldag) 1º en los Seis días de Gante (con Marco Villa) 1º en los Seis días de Copenhague (con Marco Villa) 1º en los Seis días de Berlín (con Marco Villa) 1º en los Seis días de Milán (con Etienne De Wilde) 1999 1 etapa en la Vuelta a Suiza 1º en los Seis días de Múnich (con Andreas Kappes) 1º en los Seis días de Milán (con Marco Villa) 2000 - 3.º en las Olimpiadas de Sídney en madison con Marco Villa). 1º en los Seis días de Berlín (con Marco Villa) 1º en los Seis días de Bremen (con Andreas Kappes) 1º en los Seis días de Stuttgart (con Andreas Kappes) 1º en los Seis días de Gante (con Matthew Gilmore) 1º en los Seis días de Fiorenzuola d'Arda (con Andrea Collinelli) 2001 1º en los Seis días de Berlín (con Rolf Aldag) 1º en los Seis días de Stuttgart (con Marco Villa) 1º en los Seis días de Múnich (con Erik Zabel) 2002 1º en los Seis días de Ámsterdam (con Marco Villa) 1º en los Seis días de Berlín (con Rolf Aldag) |